# Sepală

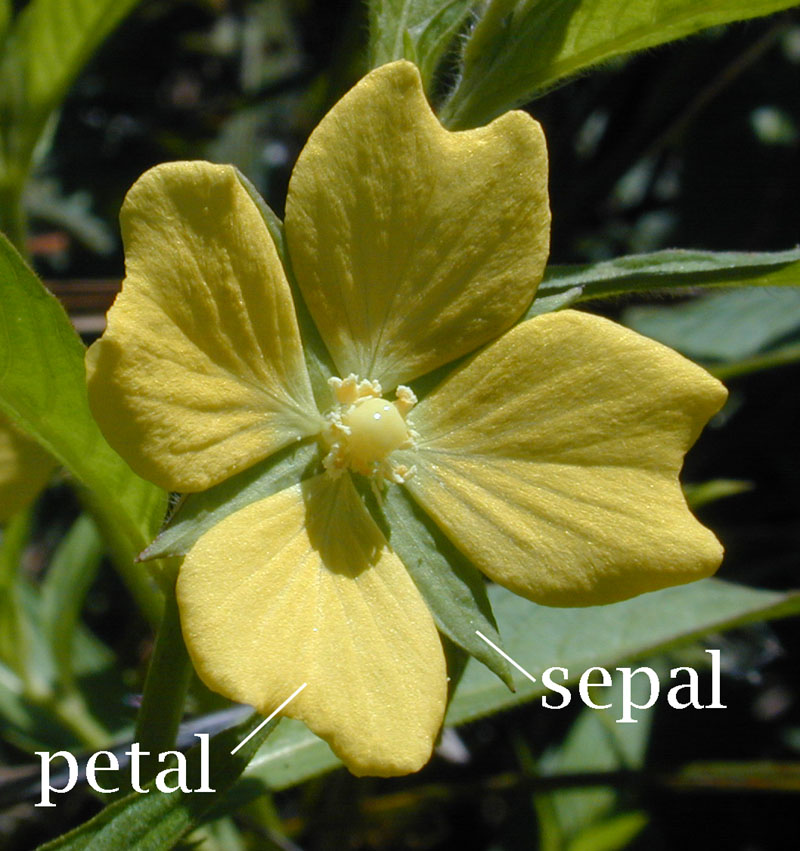

Sepală → poz. 2

Sepalele sunt frunze mici, metamorfozate, care alcătuiesc împreună caliciul  unei flori. Sepalele reprezintă învelișul extern al florilor și îndeplinesc un rol protector, iar când sunt verzi au și rol asimilator (în fotosinteză).